# Sofoklís Schortsanítis
Sofoklís Schortsanítis (en grec Σοφοκλής Σχορτσανίτης), né le 22 juin 1985 à Tiko, Cameroun, est un joueur grec de basket-ball.

## Carrière
Surnommé Baby Shaq ou Big Sofo pour son physique de 156 kg pour 2,08 m, il est né d’un père grec et d’une mère camerounaise.
Espoir du basket grec, il est le seul nouveau joueur à intégrer la sélection grecque, victorieuse de l'EuroBasket 2005, pour le mondial au Japon.
Venant en remplaçant de Lázaros Papadópoulos, il apporte à la rotation grecque une mobilité étonnante pour sa masse, ce qui lui permet de provoquer de nombreuses fautes.
En juillet 2013, il signe un contrat de 3 ans avec le Maccabi Tel-Aviv.
En octobre 2020, Schortsanítis annonce qu'il prend sa retraite de joueur.

## Club
- 2000-2003 : Iraklis Salonique (Grèce)
- 2003-2004 : Pallacanestro Cantù (Italie)
- 2004-2005 : Aris BSA Salonique (Grèce)
- 2005-2010 : Olympiakos Le Pirée (Grèce)
- 2010-2012 : Maccabi Tel-Aviv (Israël)
- 2012-2013 : Panathinaïkos (Grèce)
- 2013 : Maccabi Tel-Aviv (Israël)
- 2015: Étoile rouge de Belgrade (Serbie)
- 2015-2016 : PAOK Salonique (Grèce)
- 2017-2018 : B.C. Trikala Aries (Grèce)
- 2019-2020 : Ionikos Nikaias (Grèce)

## Palmarès

### Équipe nationale
- Championnat du monde
  -  Médaille d'argent du Championnat du monde 2006
- Championnat d'Europe
  -  Médaille de bronze du Championnat d'Europe 2009
  -  Médaille de bronze du Championnat d'Europe des 18 ans et moins en 2002
  -  Médaille de bronze du Championnat d'Europe des 16 ans et moins en 2001

### Championnat
- Vainqueur de Euroligue 2014.
- Vainqueur de la Ligat Ha'al en 2011 et 2012
- Vainqueur de la Coupe d'Israël de basket-ball en 2011 et 2012
- Vainqueur du Championnat de Grèce de basket-ball en 2013

### Distinction personnelle
- Nommé dans le cinq majeur de l'Euroligue en 2011